# Referéndum al programa de islamización de Pakistán de 1984
El referéndum a la política de islamización del dictador Muhammad Zia-ul-Haq fue realizado en Pakistán, el 19 de diciembre de 1984. A los votantes se les consultaba si apoyaban las propuestas de Zia ul-Haq para reformar varias leyes de acuerdo con el Corán y la Sunna, si querían que este proceso continuara, y si apoyaban la implementación del islamismo en Pakistán. El referéndum también sirvió para extender por cinco años la permanencia de Zia ul-Haq como ''Presidente de Pakistán''. Los resultados oficiales dio la victoria a favor del referéndum, con un 98.5% de los votos, con una participación electoral de un 62.2%. Observadores internacionales han cuestionado que la participación electoral no haya superado el 30% de la población, y señalaron que hubo ''irregularidades generalizadas''.

## Resultados
| Elección                | Votos      | %    |
| ----------------------- | ---------- | ---- |
| A favor                 | 21 253 757 | 98.5 |
| En contra               | 316 918    | 1.5  |
| Votos en blanco/nulos   | 180 226    | –    |
| Total                   | 21 750 901 | 100  |
| Participación electoral | 34 992 425 | 62.2 |
| Fuente: Nohlen et al.   |            |      |